# Peter Lewis (cyclisme)
Pour les articles homonymes, voir Peter Lewis.
Peter Lewis (né le 1er février 1990 à Newcastle) est un coureur cycliste australien. Spécialisé dans les disciplines de sprint sur piste, il a notamment été champion d'Océanie de vitesse individuelle en 2010 et par équipes en 2012, et champion d'Australie de vitesse par équipes en 2015.

## Palmarès

### Championnats du monde
- Le Cap 2008
  -  Médaillé d'argent de la vitesse par équipes juniors
- Saint-Quentin-en-Yvelines 2015
  - 12e de la vitesse

### Championnats d'Océanie
- 2010
  -  Champion d'Océanie de vitesse
  -  Médaillé de bronze du la vitesse par équipes
- 2011
  -  Médaillé d'argent de la vitesse par équipes
  -  Médaillé de bronze du keirin
- 2012
  -  Champion d'Océanie de vitesse par équipes
  -  Médaillé d'argent de la vitesse

### Jeux du Commonwealth
- Glasgow 2014
  - 4e de la vitesse
  - 5e du keirin

### Championnats nationaux
- Champion d'Australie de vitesse par équipes juniors en 2007, 2008
- Champion d'Australie de vitesse par équipes en 2015